# Txillardegi
José Luis Alvarez Enparantza (27. rujna 1929. – 14 siječnja 2012.) poznatiji po svom pseudonimu Txillardegi, bio je baskijski jezikoslovac, političar i pisac. Rođen je u Donostiji i nije naučio baskijski jezik sve do 17 godine, ali se smatra jednim od najutjecajnijih figura baskijskog nacionalizma i kulture u drugoj polovici 20. stoljeća.

## Književni i akademski rad
Álvarez Enparantza (majčino prezime mu je katkada hispanizirano kao Emparanza) studirao strojarstvo u Bilbau, a lingvistiku u Parizu. Godine 1957, on je postao dopisni član Euskaltzaindije  (akademije baskijskog jezika), koja je usvojila većina njegovih prijedloga o pravopisu i morfologiji standardnog baskijskog jezika. Godine 1993 postao je član komisije za izgovoru.  Njegovo ime je dva puta predloženo za punopravnog članica Euskaltzaindije ali je odbijen iz političkih razloga. Kad je predložen treći put, on je odbio prijedlog.
On je bio glavni suradnik na standardizaciji baskijskog. Njegova se filozofija temeljila se na sljedećim zamislima:
- da, ako manjinski jezicima trebaju preživjeti, oni moraju biti u stanju nositi se s modernom znanosšću i tehnologijama;
- da je standardizirani jezik je ključni dio modernizacije;
- da se bilo koji predmet može objašnjavati na razumljiv način na bilo kojem jeziku, na temelju
- glavna značajka, među ostalim, koja bi trebala identificirati osobu (ili zemlju) kao baskijsku trebala biti znanje baskijskog jezika.

On je bio i poznati pisac i jezikoslovac pod pseudonimima Larresoro, Igara i Usako. Bio je pisac pod utjecajem egzistencijalizma Kierkegaarda, Unamuna i Sartrea, a također i pisca Bertranda Russella.  On je imao mnogo knjiga objavljena, uglavnom veze s baskijskom jeziku i njegovoj gramatici. On je također pisao romane i političke eseja. Njegov rad Leturiaren egunkari ezkutua (1957.) smatra se prvima modernim romanom napisan na baskijskom i čini jasnu crtu razdvajanja u baskijskoj književnosti. Ostali radovi uključeni u romane Haizeaz bestaldetik (1979) i Putzu (1999);utjecajne eseje Huntaz ETA hartaz (1965), Hizkuntza ETA pentsakera (1972) i Euskal Herria helburu (1994), a znanstvena djela Euskal fonologia (1980), Euskal azentuaz (1984.) i Elebidun gizartearen azterketa matematikoa (1984).
Godine 1968 dobio je nagradu Txomin Agirre za svoj roman Elsa Scheelen. On je također osvojio nagradu Andima u Caracasu godije 1969 za knjige za učenje matematike. On je osvojio srebrni Lauburu za knjigu Euskal Gramatika u Bilbaou 1980.
Godine 1970. Txillardegi je suosnovao pokret Euskal Herrian Euskaraz. Godine 1982 počeo je kao predavač na Sveučilištu u Baskiji, gdje je kasnije postao profesor emeritus.
Baza podataka o baskijskoj znanstveno-intelektualnoj zajednici Inguma pokazuje reference na 122 proizvoda (znanstveni radovi, knjige, razgovori itd) koje je izradio Txillardegi.

## Politička djelatnost
Kao član baskijske nacionalističke stranke (EAJ-PNV) u mladosti je promovirao obranu i proučavanje baskijskog jezika kao osnovu baskijskog identiteta. 
Nakon što je postao razočaran s EAJ-PNV, Txillardegi je bio jedan od osnivača ETA-e godine 1959, zajedno sa skupinom mladih nacionalista i bio vidljiv vođa kulturne grane pokreta.Godine 1961. on je pobjegao u egzil, u Pariz i Bruxelles, vrativši se godine 1967. Godine 1976 on i Iñaki Aldekoa su osnovali političku stranku, Euskal Sozialista Biltzarrea. (ESB: Congreso de Socialistas Vascos, Baskijski socijalist kongres)
Txillardegi je sudjelovao u osnivanju stranke Herri Batasuna godine 1977. i bio je izabran za senatora abertzale koalicije u prvim izborima.
Počevši vjerovati da je oružana borba neodrživa, jedno je vrijeme bio aktivan u Aralaru a onda se javno ogradio od oružane borbe kada je stranka sudjelovala u činu solidarnosti, u organizaciji baskijske vlade, sa žrtvama nasilja ETA-e. Kandiirao se za općinske izbore kao dio koalicije Ezker Batua Berdeak (Izquiera Unida - Verdes, ujedinjena ljevica - Zeleni). Na općim izborima 2008, on je najavio svoju kandidaturu za Senat stranke Eusko Abertzale Ekintza  (Acción Nacionalista Vasca, Baskijska nacionalistička akcija)  u Guipuskoi.